# 三汇口乡
三汇口乡，是中华人民共和国重庆市开州区下辖的一个乡镇级行政单位。

## 行政区划
三汇口乡下辖以下地区：
大石社区、小分水社区、杨关村、分水村、永乐村、永太村、小江村、白杨村、咸乐村和金山村。